# Songs for the Deaf
Songs for the Deaf — третій студійний альбом американського рок-гурту Queens of the Stone Age, який був випущений 27 серпня 2002 року лейблом Interscope Records. У його записі взяв участь лідер гурту Foo Fighters Дейв Грол. Це також останній альбом гурту у записі, якого взяв участь басист Нік Олівері. Songs for the Deaf — це концептуальний альбом, який веде слухача в поїздку пустелею Каліфорнії від Лос-Анджелеса до Джошуа-Трі, налаштовуючись на радіостанції з таких міст, як Бенінг і Чино-Гіллс.
Songs for the Deaf отримав схвальні відгуки критиків і приніс групі перший золотий сертифікат у Сполучених Штатах. У Європі було продано більш ніж мільйон копій, отримавши платиновий сертифікат від Міжнародної федерації фонографічної індустрії в 2008 році.
Було випущено три сингли: "No One Knows", "Go with the Flow", і "First It Giveth".

## Треклист
| #       | Назва | Автор                                 | вокал                    | Тривалість |
| ------- | --- | ------------------------------------- | ------------------------ | ---------- |
| 0.      | «The Real Song for the Deaf» |                                       |                          | 1:33       |
| 1.      | «You Think I Ain't Worth a Dollar, But I Feel Like a Millionaire»                                                                          | Джош Гоммі, Маріо Лаллі               | Нік Олівері              | 3:12       |
| 2.      | «No One Knows» | Джош Гоммі, Марк Ланеґан              |                          | 4:38       |
| 3.      | «First It Giveth» |                                       |                          | 3:18       |
| 4.      | «A Song for the Dead» | Джош Гоммі, Марк Ланеґан              | Марк Ланеґан             | 5:52       |
| 5.      | «The Sky Is Fallin'» |                                       |                          | 6:15       |
| 6.      | «Six Shooter» |                                       | Нік Олівері              | 1:19       |
| 7.      | «Hangin' Tree» | Джош Гоммі, Алан Джоханнез            | Марк Ланеґан             | 3:06       |
| 8.      | «Go with the Flow» |                                       |                          | 3:09       |
| 9.      | «Gonna Leave You» |                                       | Нік Олівері              | 2:50       |
| 10.     | «Do It Again» |                                       |                          | 4:04       |
| 11.     | «God Is in the Radio» |                                       | Марк Ланеґан             | 6:04       |
| 12.     | «Another Love Song» |                                       | Нік Олівері              | 3:16       |
| 13.     | «A Song for the Deaf» (Включає неповну версію «Feel Good Hit of the Summer», мотиви якої звучать у ритмічному сміху після 30 секунд тиші.) | Джош Гоммі, Нік Олівері, Марк Ланеґан | Джош Гоммі, Марк Ланеґан | 6:42       |
| 14.     | «Mosquito Song» (Зазначений у трек-листі, але випущений як прихований трек)                                                                |                                       |                          | 5:37       |
| 15.     | «Everybody's Gonna Be Happy» (бонус-трек)                                                                                                  | Рей Девіс                             |                          | 2:36       |
| 1:03:36 | |                                       |                          |            |

## Учасники запису

### Queens of the Stone Age
- Джош Гоммі – вокал, гітара
- Нік Олівері – бас-гітара, вокал
- Дейв Грол – ударні
- Марк Ланеґан – вокал

### Додаткові музиканти
- Алан Йоганнес – гавайська гітара, EBow, орган, фортепіано, гітара фламенко, терменвокс (треки: 3, 6, 7 і 12)
- Наташа Шнайдер – e-bow, орган, фортепіано, терменвокс (треки: 4, 6, 12 і 14)
- Джин Траутманн — ударні (доріжка 1)
- Дін Він — гітара (треки: 6, 9 і 14)
- Брендон Макнікол — гітара (трек 8)
- Кріс Госс — гітара, клавішні, бек-вокал (треки: 5 і 10)
- Паз Ленчантін – струнні (треки: 2 і 14)
- Ана Ленчантін — струнні (треки: 2 і 14)
- Моллі Макгуайр — акордеон (трек 14)
- Джон Гов – валторни (трек 14)
- Кевін Портер – валторни (трек 14)
- Бред Кінчер – валторни (трек 14)

### Радіо DJ'Ї
- Благ Далія як ді-джей "Kip Kasper" з KLON - KLONE Radio of Los Angeles
- Ален Йоханнес — ді-джей «Héctor Bonifacio Echeverría Cervantes de la Cruz Arroyo Rojas»
- Кріс Госс як ді-джей "Elastic Ass" з KRDL - Kurdle 109 з Chino Hills
- C-Minus як DJ для KOOL
- Кейсі Хаос рекламує станцію зі слоганом "Весь дез-метал, завжди".
- Джорді Вайт у ролі діджея Тома Шермана з Banning College Radio
- Люкс Інтеріор як DJ для AM580
- Джессі Г'юз — проповідник
- Наташа Шнайдер як ді-джей для WOMB - The Womb
- Дейв Кетчінг як ді-джей для WANT of Wonder Valley

### Технічний персонал
- Джош Гоммі – продюсування
- Ерік Валентайн – продюсування, запис, зведення
- Кріс Госс - запис, ассистент продюссера
- Адам Каспер – продюсування («The Sky Is Fallin'» і «Do It Again»), зведення (у Conway Recording Studios)
- Ален Йоханнес – запис ("Everybody's Gonna Be Happy", Sound City Studios, Ван Найс, Каліфорнія)
- Брайан Гарднер – мастеринг (у Bernie Grundman Mastering, Голлівуд, Каліфорнія)
- Ден Драфф – гітарний технік
- Хатч – звукорежисер
- Боб Браннер "Mates" – pre-production

## Чарти
| Chart (2002)                                         | Peak position |
| ---------------------------------------------------- | ------------- |
| Австралія Australian Albums (ARIA)                   | 7             |
| Австрія Austrian Albums (Ö3 Austria)                 | 19            |
| Бельгія Belgian Albums (Ultratop Flanders)           | 9             |
| Бельгія Belgian Albums (Ultratop Wallonia)           | 32            |
| Данія Danish Albums (Hitlisten)                      | 33            |
| Нідерланди Dutch Albums (MegaCharts)                 | 17            |
| European Top 100 Albums (Music & Media)              | 6             |
| Фінляндія Finnish Albums (Suomen virallinen lista)   | 11            |
| Франція French Albums (SNEP)                         | 32            |
| Німеччина German Albums (Offizielle Top 100)         | 9             |
| Ірландія Irish Albums (IRMA)                         | 32            |
| Італія Italian Albums (FIMI)                         | 23            |
| Нова Зеландія New Zealand Albums (Recorded Music NZ) | 13            |
| Норвегія Norwegian Albums (VG-lista)                 | 2             |
| Шотландія Scottish Albums (OCC)                      | 4             |
| Швеція Swedish Albums (Sverigetopplistan)            | 18            |
| Швейцарія Swiss Albums (Schweizer Hitparade)         | 20            |
| Велика Британія UK Albums (OCC)                      | 4             |
| США Billboard 200                                    | 17            |

| Chart (2002)                                    | Position |
| ----------------------------------------------- | -------- |
| Australian Albums (ARIA)                        | 72       |
| Belgian Albums (Ultratop Flanders)              | 43       |
| Canadian Albums (Nielsen SoundScan)             | 135      |
| Canadian Alternative Albums (Nielsen SoundScan) | 43       |
| Canadian Metal Albums (Nielsen SoundScan)       | 22       |
| Dutch Albums (Album Top 100)                    | 93       |
| UK Albums (OCC)                                 | 92       |

| Chart (2003)     | Position |
| ---------------- | -------- |
| UK Albums (OCC)  | 178      |
| US Billboard 200 | 120      |

| Year | Single             | Chart                     | Peak | Ref.   |
| ---- | ------------------ | ------------------------- | ---- | ------ |
| 2002 | "No One Knows"     | US Mainstream Rock Tracks | 5    | [ 36 ] |
| 2002 | "No One Knows"     | US Modern Rock Tracks     | 1    | [ 36 ] |
| 2002 | "No One Knows"     | US Billboard Hot 100      | 51   | [ 36 ] |
| 2002 | "No One Knows"     | Dutch Singles Chart       | 39   | [ 37 ] |
| 2002 | "No One Knows"     | UK Singles Chart          | 15   | [ 38 ] |
| 2003 | "Go with the Flow" | US Mainstream Rock Tracks | 24   | [ 36 ] |
| 2003 | "Go with the Flow" | US Modern Rock Tracks     | 7    | [ 36 ] |
| 2003 | "Go with the Flow" | US Billboard Hot 100      | 116  | [ 36 ] |
| 2003 | "Go with the Flow" | Australian Singles Chart  | 39   | [ 39 ] |
| 2003 | "Go with the Flow" | Irish Singles Chart       | 26   | [ 40 ] |
| 2003 | "Go with the Flow" | Dutch Singles Chart       | 50   | [ 37 ] |
| 2003 | "Go with the Flow" | UK Singles Chart          | 21   | [ 38 ] |
| 2003 | "First It Giveth"  | UK Singles Chart          | 33   | [ 38 ] |

## Сертифікації
Certifications and sales for Songs for the Deaf
| Регіон | Сертифікація  | Продажі    |
| --- | ------------- | ---------- |
| Австралія (ARIA) | Платиновий    | 70 000^    |
| Бельгія (BEA) | Платиновий    | 50 000*    |
| Канада (Music Canada) | Платиновий    | 100 000^   |
| Італія (FIMI) sales since 2009 | Золотий       | 25 000     |
| Нова Зеландія (RIANZ) | Золотий       | 7500^      |
| Норвегія (IFPI Norway) | Платиновий    | 40 000*    |
| Швеція (IFPI Sweden) | Золотий       | 30 000^    |
| Велика Британія (BPI) | 2× Платиновий | 600 000    |
| США (RIAA) | Золотий       | 1,186,000  |
| Підсумки |               |            |
| Європа (IFPI) | Платиновий    | 1 000 000* |
| *продажі, що базуються лише на сертифікаціях · ^відвантаження, що базуються лише на сертифікаціях · продажі+прослуховування, що базуються лише на сертифікаціях |               |            |

## Додаткові посилання
- Songs for the Deaf на сайті AllMusic (англ.)